# Cáceres del Perú
Cáceres del Perú é um dos distritos que formam a província de Santa, pertencente à região de Áncash.
O distrito é servido pela seguinte rodovia AN-103, que liga a cidade de Chimbote ao distrito de Mato